# HSG Albstadt
Die Handball Spielgemeinschaft Albstadt ist ein Handballverein aus der baden-württembergischen Stadt Albstadt.
Die Spielgemeinschaft wurde 1997 aus den Handballabteilungen der Vereine EK Ebingen, TSG Margrethausen und TSV Lautlingen zusammengeschlossen.

## Frauenabteilung
Die Frauenabteilung des Vereins spielte von 1997 bis 2001, 2004 bis 2006 und in der Saison 2010/2011 in der 2. Handball-Bundesliga. Die beste Platzierung in der 2. Liga war die Meisterschaft in der Saison 1998/99; auf den möglichen Aufstieg wurde verzichtet.
Von 2011 bis 2013 spielte die Mannschaft in der 3. Liga.

## Spielort

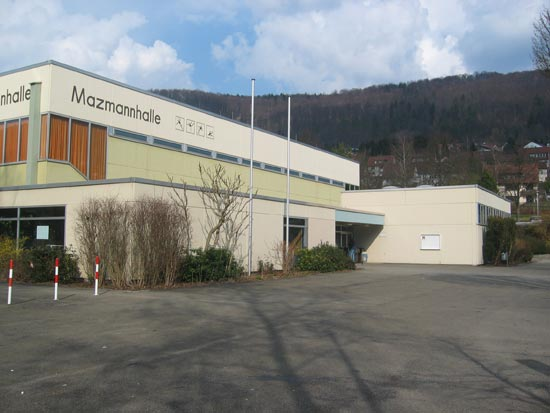
Mazmannhalle

Die Mazmannhalle steht in der Gymnasiumstraße im Stadtteil Ebingen. Sie fasst insgesamt 1200 Zuschauer mit 800 Sitz- und 400 Stehplätzen.